# Sausses
Sausses település Franciaországban, Alpes-de-Haute-Provence megyében. Lakosainak száma 129 fő (2022. január 1.). Sausses Castellet-lès-Sausses, Entrevaux, La Croix-sur-Roudoule, Daluis és Saint-Léger községekkel határos.

## Népesség
A település népessége az elmúlt években az alábbi módon változott:
| Lakosok száma | 71   | 79   | 65   | 89   | 121  | 123  | 127  | 132  | 130  | 129  |
|               | 1968 | 1982 | 1990 | 2006 | 2013 | 2015 | 2017 | 2019 | 2020 | 2022 |